# Agenodesmus reticulatus
Agenodesmus reticulatus är en mångfotingart som beskrevs av Loomis 1934. Agenodesmus reticulatus ingår i släktet Agenodesmus och familjen Fuhrmannodesmidae. Inga underarter finns listade i Catalogue of Life.